# هارلی مک‌براید
هارلی مک‌براید (انگلیسی: Harlee McBride؛ زادهٔ ۲۰ نوامبر ۱۹۴۸) بازیگر اهل ایالات متحده آمریکا است.
از فیلم‌ها یا برنامه‌های تلویزیونی که وی در آن نقش داشته‌است، می‌توان به سوئیچ و کارآگاه راکفورد اشاره کرد.